# Dominion (Hammerfall-Album)
Dominion (engl. Herrschaft) ist das elfte Studioalbum der schwedischen Power-Metal-Band Hammerfall. Das Album wurde am 16. August 2019 veröffentlicht. Die Single (We Make) Sweden Rock wurde am 3. Mai 2019 vorveröffentlicht.

## Titelliste
1. Never Forgive, Never Forget (Oscar Dronjak, Joacim Cans) – 5:31
2. Dominion (Oscar Dronjak, Joacim Cans) – 4:39
3. Testify (Oscar Dronjak, Joacim Cans) – 4:29
4. One Against the World (Oscar Dronjak, Joacim Cans) – 3:53
5. (We Make) Sweden Rock (Oscar Dronjak, Joacim Cans) – 4:15
6. Second to One (Oscar Dronjak, Joacim Cans, James Michael) – 4:10
7. Scars of a Generation (Oscar Dronjak, Joacim Cans) – 4:41
8. Dead by Dawn (Joacim Cans, Pontus Norgren) – 3:59
9. Battleworn (Oscar Dronjak, Joacim Cans) – 0:38
10. Bloodline (Oscar Dronjak, Joacim Cans) – 4:46
11. Chain of Command (Oscar Dronjak, Joacim Cans) – 4:00
12. And Yet I Smile (Oscar Dronjak, Joacim Cans) – 5:28

## Kommerzieller Erfolg

### Chartplatzierungen
| ChartsChartplatzierungen | Höchstplatzierung | Wochen |
| ------------------------ | ----------------- | ------ |
| Deutschland (GfK)        | 4 (5 Wo.)         | 5      |

## Rezension
- Kritik auf metal-hammer.de